# Fyr Thorwald
Fyr Thorwald Strömberg, född 9 juli 1966 i Ramundeboda församling, Örebro län, är en svensk skådespelare, regissör och filmproducent. Han är verksam i Tyskland och Sverige.

## Filmografi (urval)

### Skådespelare
- 1999 – Vägen ut
- 2000 – Vintergatan 5a (TV-serie)
- 2000 – Sjätte dagen (TV-serie)
- 2000 – Jalla! Jalla!
- 2001 – Leva livet
- 2001 – Vintergatan 5b (TV-serie)
- 2001 – Livvakterna
- 2002 – Tusenbröder (TV-serie)
- 2002 – Vera med flera
- 2002 – Kommissarie Winter (TV-serie)
- 2003 – Tillbaka till Vintergatan (TV-serie)
- 2003 – Errol (TV-serie)
- 2003 – Miffo
- 2003 – Mellanrum
- 2003 – Ramona (TV-serie)
- 2004 – Jealous
- 2004 – Orka! Orka! (TV-serie)
- 2004 – Fyra nyanser av brunt
- 2004 – Valborgsmässoafton
- 2004 – Headhunter
- 2004 – Kniven i hjärtat (TV-serie)
- 2005 – Mun mot mun
- 2005 – Tjenare kungen
- 2006 – När mörkret faller
- 2006 – Brandvägg (TV-serie)
- 2006 – Wallander – Blodsband
- 2007–2010 – Andra Avenyn (TV-serie)
- 2007 – Ett öga rött
- 2009 – Knäcka
- 2014 – Tillbaka till Bromma

### Regissör
- 2003 – Så blev jag bisexuell av mitt kaffe

### Producent
- 2003 – Så blev jag bisexuell av mitt kaffe